# Eerste Kappeleroorlog

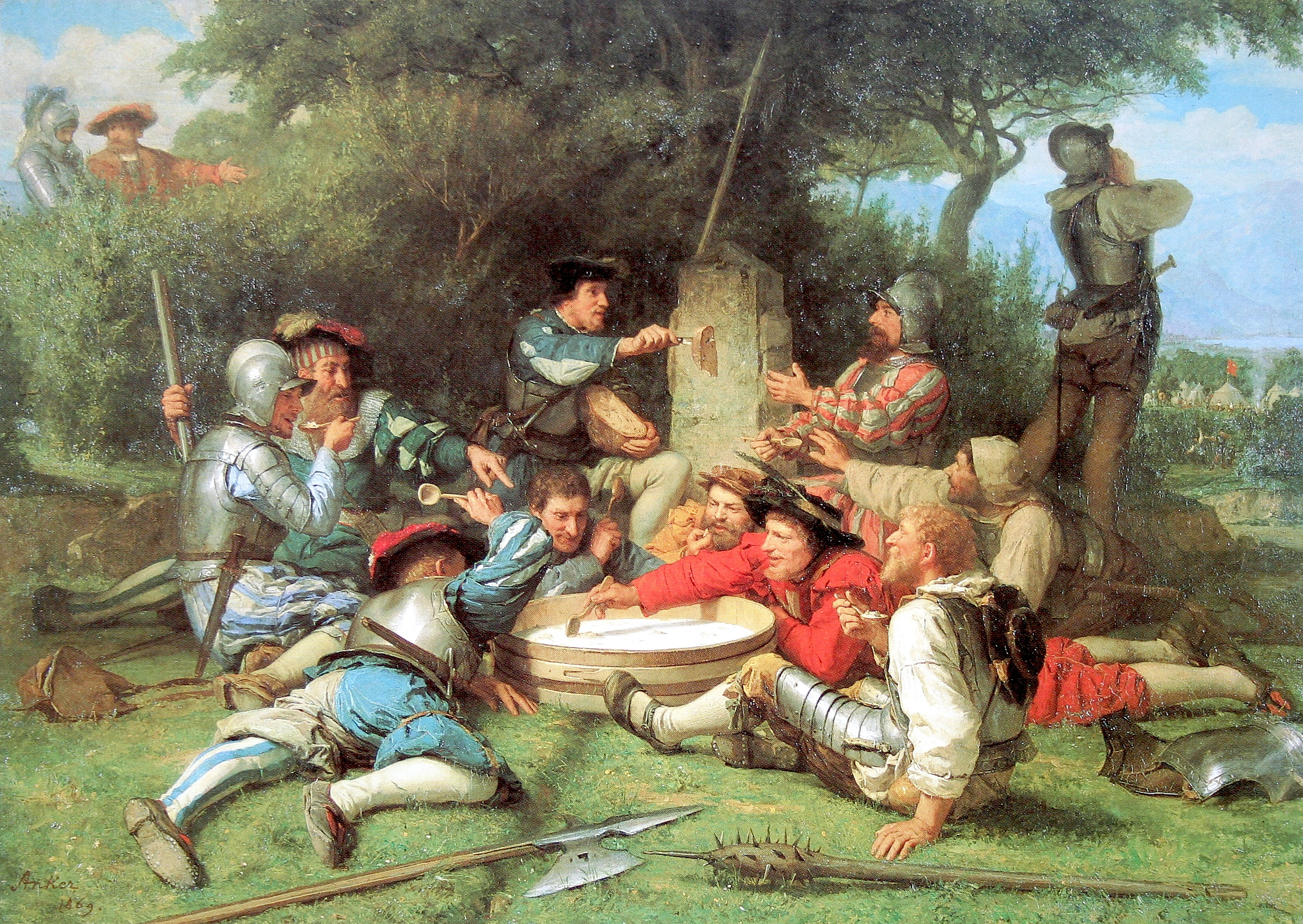
De Kappeler Milchsuppe, van een schilderij uit 1869

De Eerste Kappeleroorlog (Frans: Première guerre de Kappel; Duits: Erster Kappelerkrieg) was een gewapend conflict in 1529 tussen de protestantse en de katholieke kantons van het Oude Zwitserse Eedgenootschap tijdens de Reformatie. Het eindigde, zonder enige strijd gestreden, met de eerste vrede van Kappel (Erster Landfriede).

## Aanleiding
Onder leiding van Huldrych Zwingli had het protestantse kanton Zürich een militaire alliantie gesloten met andere protestantse kantons, maar ook met de steden Konstanz en Straatsburg. De katholieke kantons hadden als reactie hierop een alliantie gevormd met Ferdinand van Oostenrijk.
Conflicten tussen de twee partijen ontstonden ook over de situatie in de gemeenschappelijke gebieden, met name Thurgau, waar de administratie halfjaarlijks veranderd tussen kantons en die dus geschakeld was tussen katholieke en protestantse regels. Verschillende bemiddelingspogingen mislukten, zoals het dispuut van  Baden in 1526.

## Incidenten
Na talloze kleine incidenten en provocaties van beide kanten, was in mei 1528 een katholieke priester geëxecuteerd in het kanton Thurgau, en de protestantse dominee J. Keyser werd veroordeeld tot de brandstapel in Schwyz in 1529. De laatste provocatie was de installatie van een katholieke Reeve op Baden. Zürich verklaarde de oorlog op 8 juni, bezette Thurgau en de gebieden van de Abdij van Sankt Gallen en marcheerde naar Kappel am Albis aan de grens met het kanton Zug.

## Einde van het conflict

### Bemiddeling
Door bemiddeling van de federale Tagsatzung werd een openlijke oorlog voorkomen. Het vredesakkoord (Erster Landfriede) was niet bepaald gunstig voor de katholieke partij, die haar alliantie met het Oostenrijkse huis Habsburg moest ontbinden. De spanningen waren in wezen niet opgelost en het zou opnieuw weer oplaaien in de Tweede Kappeleroorlog twee jaar later.

### Melksoep van Kappel
Volgens de overlevering van de melksoep van Kappel (Frans: Soupe au lait de Kappel; Duits: Kappeler Milchsuppe) aten de soldaten van beide legers brood en melksoep, die werd gekookt in een pot die precies op de kantonnale grens tussen Zürich en Zug stond, terwijl er voor vrede werd onderhandeld. 